# 534 (album)
534 è il quarto e ultimo album del rapper statunitense Memphis Bleek, pubblicato il 17 maggio del 2005. Distribuito dalle etichette Get Low Records (di proprietà di Memphis Bleek), Def Jam e Roc-A-Fella, l'album vede la collaborazione, tra gli altri, di Jay-Z, degli M.O.P. e di Rihanna, alla sua prima apparizione assoluta. Il titolo dell'album fa riferimento al 534 di Flushing Avenue (Bedford-Stuyvesant quartiere di Brooklyn, New York), dove Bleek e Jay-Z sono cresciuti.
Tra le quattordici tracce presenti in 534 spicca su tutte Dear Summer, uno dei tre singoli del disco (assieme a Like That e Infatuated): prodotta da Just Blaze, Dear Summer è interamente cantata da Jay-Z in un periodo durante il quale l'artista aveva deciso inizialmente di ritirarsi dalle scene. La canzone raggiunge la ventinovesima posizione tra le R&B/Hip Hop Airplay di Billboard e la trentesima tra le Hot R&B/Hip-Hop Songs. In seguito la canzone è stata campionata da diversi artisti, tra gli altri The Game (300 Bars), Lupe Fiasco (Dear Fall), Smoke DZA (Dear Winter) e Chance the Rapper (Dear Chicago Summer).
Nonostante le collaborazioni e le produzioni di livello (Just Blaze, Swizz Beats, Irv Gotti e 9th Wonder alle basi), 534 è stroncato dalla critica: RapReviews gli assegna un 7.5/10, Entertainment Weekly vota l'album con una "C", per HipHopDX il disco è da tre stelle e mezzo su cinque, Rolling Stones gli dà tre stelle su cinque, AllMusic due stelle e mezzo su cinque e la rivista Blender due stelle su cinque. Pop Matters valuta la quarta produzione di Bleek con cinque decimi, secondo Pitchfork invece l'album merita un voto di 4.3 su 10.

## Tracce
1. 534 – 2:42 (musica: Just Blaze)
2. Interlude – 0:16 (musica: Just Blaze)
3. Dear Summer (featuring Jay-Z) – 2:53 (musica: Just Blaze)
4. Like That – 3:16 (musica: Swizz Beatz)
5. Infatuated (featuring Boxie) – 4:05 (musica: Demi-Doc, Irv Gotti)
6. The One (featuring Rihanna) – 4:00 (musica: Bink!)
7. First, Last and Only (featuring M.O.P.) – 3:01 (musica: LeQawn Bell)
8. Get Low (featuring Livin' Proof) – 3:03 (musica: Chad Hamilton)
9. Oh Baby (featuring Young Gunz) – 4:06 (musica: Bink!)
10. Smoke the Pain Away (featuring Denim) – 4:27 (musica: 9th Wonder)
11. Hater Free – 3:58 (musica: Shea Taylor)
12. Alright – 3:52 (musica: 9th Wonder)
13. All About Me – 4:20 (musica: Coptic, Soul G co-produttore)
14. Straight Path – 4:52 (musica: Just Blaze)

Durata totale: 48:51

## Classifiche

### Classifiche settimanali
| Classifica (2005)         | Posizione massima |
| ------------------------- | ----------------- |
| Stati Uniti               | 11                |
| US Top R&B/Hip-Hop Albums | 3                 |
| US Rap Albums             | 1                 |
| US Top Album Sales        | 11                |